# Кампанія проти сексизму «Повага»
Повага: кампанія проти сексизму у політиці і ЗМІ (або просто «Повага») — українська освітня правозахисна медіакампанія та портал, спрямовані на рефлексію, розголос та подолання проявів сексизму, гендерних стереотипів та упередженої репрезентації жінок у вітчизняних ЗМІ та політиці. Метою кампанії є підвищення обізнаності та розуміння суспільством переваг гендерної рівності й боротьби з гендерними стереотипами.
Вебсайт кампанії підтримує громадська організація Інститут розвитку регіональної преси в рамках проєкту «Україна: просування жінок в якості політичних лідерів» Національного демократичного інституту міжнародних відносин (США) за фінансової підтримки уряду Швеції. Також «Повага» має фінансову підтримку Департаменту міжнародного розвитку Великої Британії в рамках Фонду розвитку ефективного врядування.

## Історія
Кампанія стартувала 2014 року.
Учасницями та координаторками кампанії є:
- Виконавча директорка ГО «Інститут розвитку регіональної преси» Ольга Труфанова,
- Співзасновниця — Ольга Веснянка,
- асистентка «Поваги» та ГО «Інститут розвитку регіональної преси» Вікторія Лісовик,
- Координаторка проєкту з гендерних питань — Ірина Славінська,
- Редакторка сайту — Вікторія Єрмолаєва (редакторка проєкту «Громадське радіо в твоєму місті» та ведуча випусків новин та програм,
- СММ-менеджерка — Христина Морозова.

## Відкрита база експерток «Спитай жінку»
На сайті кампанії функціонує База експерток для ЗМІ «Спитай жінку», що дає можливість отримати контактні дані й інформацію про експерток з різних сфер, які можуть надати кваліфікований коментар у своїй галузі на запит будь-кого через електронну форму. Поштовхом до створення бази стали подібні американські проєкти Жіночого медіацентру SheSource та EMILY's List — окрема платформа-спільнокошт, що підкреслює видимість жінок у суспільстві, на підтримку кандидаток у депутатки на різних щаблях влади.

Основою для створення бази стали принципи crowd-sourcing та user-generated content. Це означає, що анкету в Google Forms може заповнити як сама експертка, так і людина, котра хоче її порадити, зокрема й журналіст. Після цього фахівчиня отримує листа з запитом дозволу включити її в базу, перед публікацією обов'язково перевіряються її біографічні дані. Звернутися до експертки можна з форми на сайті або через надані нею контакти. Катерина Іванова каже:
«Наші друзі і колеги — Інститут масової інформації, тривалий час робив моніторинг стосовно того, як жінки представлені у медіа. Вони виявили дуже невеселі результати. Якщо минулого року було 30 %, то цьогоріч, на жаль, показники зменшились. Не збільшились, як ми сподівались. Так, пройшов Майдан, жінки стали більш помітними, з'явилися нові героїні, як у волонтерському русі, так і на війні. Жінки стали менш видимими. Саме ці ганебні показники змусили нас думати про те, як зробити так, щоб жінки в медіа були представлені не лише у ролі обставин заднього тла для реклами товарів чи експерток у дуже звичній галузі для жінок, як догляд за дітьми, охорона здоров'я, мода або мистецтво у найкращому випадку. Ми вирішили робити Базу даних контактів, щоб полегшити роботу журналістів.»
База налічує більше 300 спеціалісток (2017 рік) у близько 80 галузях від PR в ІТ до ковальства й зварювання з усіх регіонів України і постійно оновлюється. Серед них — перша жінка-головна диригентка Опери та філармонійного оркестру в місті Ґрац Оксана Линів, редакторка онлайн-журналу «Korydor» Віра Балдинюк, режисерка фільму «Моя бабуся Фанні Каплан» Альона Дем'яненко, Урядова уповноважена з гендерної політики Катерина Левченко, Олена Пінчук, Оксана Забужко, Марта Чумало, Ірена Капра, Ольга Герасим'юк, Олександра Кольцова, Оксана Кісь, Марія Дмитрієва, Тамара Марценюк, Ірина Славінська, Лариса Денисенко, Юлія Ярмоленко, Марися Рудська, Анастасія Мельниченко.

## Напрямки боротьби з сексизмом у політиці та ЗМІ
Основні сфери діяльності, де кампанія «Повага» бореться з проявами сексизму є висловлювання серед очільників держави, чиновників та відомих медіаперсон. Також кампанія активно працює в соціальних мережах, зокрема Facebook, привертаючи увагу до сексистських/дискримінаційних медіа-приводів, поширених в суспільстві, в розрізі гендерно-чутливої оптики. Наприклад, скандали довкола оголошень програмістів: один з них шукав асистентку за малі гроші, інший — волонтерку, яка б наливала каву на конференції, і це, згідно з оголошенням, мало бути шансом для кандидатки знайти чоловіка-програміста (при тому, що склад конференції передбачав 46 % жінок). Довкола спалахнула дискусія — подібних оголошень і раніше було багато, але суспільство не проблематизувало їх.
На думку редакторки сайту Вікторії Єрмолаєвої, зараз найбільшу кількість проявів сексизму можна зустріти на телебаченні (а саме це медіа має найбільшу аудиторію і, відповідно, вплив на суспільство). Особливо в популярних програмах і реаліті-шоу, на кшталт «Холостяк». Необхідно аналізувати телепродукт з точки зору феміністської оптики, аби побачити дискримінаційні кліше, тим самим переставши пасивно їх сприймати як належне. На виявлений сексизм необхідно скаржитись, наприклад, через спрощену онлайн-форму подачі заявок, розроблену лігою захисту прав жінок «Гармонія рівних». Громадський контроль є першоосновою демократичного суспільства.
Сексизм у ЗМІ проявляється не лише в матеріалах, а й у самій галузі. Хоча у журналістиці переважно працюють жінки, вони є достатньо соціально незахищеними: немає належних умов праці, не всі мають легальне оформлення чи оплату з можливістю сплачувати податки чи робити соціальні внески на майбутню пенсію. Зазвичай професії, які мають проблеми найманої праці, фемінізуються. Рух за забезпечення соціального захисту й базових прав, який може поєднати середовище, бо проблема нелегальної праці є спільною для журналістів і журналісток. А також рух проти побутових сексистських жестів, із якими журналістки стикаються в своїй професійній діяльності. Див. також: Мізогінія у мас-медіа.
Жінку на лідерській посаді досі сприймають як нетипове явище. За звичкою редакції продовжують писати про сумочки та одяг депутаток, а не про їхні законопроєкти. У публікаціях вони постають у стереотипних ролях «жінки-Барбі» чи «берегині». Проте після Революції гідності тенденція до сексистської точки зору на жінку в ЗМІ почала змінюватися, адже з'явилися нові ролі: волонтерки, бійчині на фронті тощо.

## Освітні теми та матеріали
Сайт кампанії має декілька розділів (статті, колонки, лонгріди), у яких висвітлюються у формі статистики, інтерв'ю, авторських дописів, оглядів, рецензій тощо актуальні теми, як-то: сексизм у рекламі, політиці, ЗМІ, домашнє насильство, сексуальні домагання, дискримінація на роботі та в освіті, новини міжнародного законодавства у сфері рівних прав та досягнення гендерних політик, проституція і шведська модель, жінки і війна, результати жіночих студій, боді-позитив та безпечний секс, освітні можливості для жінок, історії жінок, які зробили успішну кар'єру або займаються суспільно важливою справою і були змушені долати певні фактори стримування (такі як скляна стеля, сексуальні домагання, гендерний розрив в оплаті праці); аналітичні матеріали до інформаційних приводів в Україні з експертними коментарями та паралелями з іншими країнами.
Серед рубрик — «Це зробила вона», «Українка в історії».
Авторки та автори з різних міст можуть вести на сайті власні колонки, пропонуючи аналітику чи матеріали, присвячені подіям у їхніх містах. Серед частих гостей колонок Урядова уповноважена з питань гендерної політики Катерина Левченко, гендерні експертки Віра Агеєва, Марія Дмитрієва, Ірина Славінська, голова Асоціації жінок-юристок України «ЮрФем» Христина Кіт, ініціаторка флешмобу ЯНеБоюсьСказати Настя Мельниченко, ЛГБТ-правозахисниця Олена Шевченко, Єлизавета Кузьменко.
Лонгріди, а саме історії людей, що зіткнулися з проблемами гендерної нерівності (Софія Андрухович, Рая Панасюк, Юрій Макаров, Ольга Герасим'юк), а також міфами про жінок на війні, у «чоловічих професіях», при спробах подолати опір гендерованого оточення для руйнації гендерного стереотипу.
На порталі збирають показові відеофрагменти з вітчизняної реклами, новинних сюжетів, телепродукції, публічної мови відомих персон, котрі наочно ілюструють гендерні стереотипи та сексистські прийоми подачі матеріалу.
У розділі «Книжкова полиця» розміщено уривки з актуальної сучасної літератури, глосарій та електронні посібники.

## Ініціативи
- Однією з наймасштабніших ініціатив «Поваги» стало підхоплення естафети He for She, всесвітнього руху, започаткованого Еммою Вотсон у 2014 році, що закликає чоловіків займати активну позицію протидії сексизму та дискримінації жінок. В українському He For She взяли учать такі лідери думок та публічні люди, як Дмитро Шуров та Лев Шуров (Pianoboy), гурт Друга ріка, Сергій Бабак. На квітень 2019 року He For She офіційно підтримали більше 1500 українців (за даними офіційного сайту ініціативи[4]).
- 2016: Конкурс ілюстрацій «Не жіноча справа» спільно з благодійною організацією Добра листівка: зображення жінок, зайнятих у професіях, де традиційно домінують чоловіки або де роль жінок лишається непоміченою (таких як армія, хірургія, авіація, важка промисловість, фінанси, юриспруденція, ІТ, релігійні сани тощо) для підваження стереотипів про «нежіночі професії»[5]. З 74 ілюстрацій 14 листівок-переможниць були представлені разом з «Гендерним блокнотом» дослідниці Тамари Марценюк: записником з ілюстрованими пам'ятками «Що таке сексизм?», «Як уникнути сексизму у професійній діяльності?», «Куди звертатися стосовно сексизму?» тощо.[6] На оприлюднених «Повагою» роботах зображені жінки-письменниці, пожежниці, програмістки, дайверки, лицарки, супервумен[7]. За результатами конкурсу сформовано виставку, що презентувалась у Верховній Раді, МОЗ, Запоріжжі, Дніпрі, а в 2018 році — у резиденції Амбасадорки Великої Британії Джудіт Гоф[8]. Зусиллями активісток дискримінаційний перелік з 450 професій, заборонених для жінок, було скасовано Верховною Радою у кінці 2017 року.

## Кейси та прогрес
Гендерна рівність цікавить не тільки жінок: 54 % постійної аудиторії «Поваги», за даними гугл-аналітики, — чоловіки віком від 20 до 44 років.
За два роки після старту проєкту користувачки та користувачі мережі самі стали масово надсилати на пошту чи в FB-сторінку «Поваги» прецеденти сексизму з боку політиків, рекламодавців, журналістів з проханням висвітлити деталі й вжити заходів щодо медіа-розголосу.
- 2016: Зі спроби пояснити непідготованому суспільству, що таке сексизм і навіщо потрібен фемінізм у ХХІ столітті, «Повага» перетворилася на видимого «антидискримінаційного санітара»: відтепер політики ретельніше готуються до промов та інтерв'ю, рекламодавці ж, своєю чергою, відповідальніше ставляться до підготовки контенту, адже за кожен випад на адресу жінок їх може спіткати всеукраїнська хвиля обурення[6].
- В 2016 році мер Чортков сказав «Я не сприймаю жінок-керівників», — зусиллями «Поваги» та її аудиторії вдалось переконати мера попросити пробачення в жінок за необачні та образливі слова[9].

«За короткий проміжок часу „Повага“ зробила неможливе, а саме — змінила дискусійний курс. Найприємніше те, що вона змогла розширити свою аудиторію. Наприклад, нещодавно відбувся семінар для депутаток і виявилося, що всі вони читали наш сайт» (Олена Єна, програма «Жінки — лідери» NDI). «Ми залучаємо аудиторію, яка, на перший погляд, не є нашою. Наприклад, відтепер навіть із міністром закордонних справ можна поговорити про жінок у дипломатії» (Ірина Славінська, 2016).
Попри потужний старт, планується тривала робота. «Кампанія працює зі зміною ставлення людей — це болісний процес, який може тривати роками, його дуже складно вимірювати. З іншого боку, загальний дискурс змінюється. Не буду стверджувати, що лише завдяки нашим зусиллям. Але такі ситуації показують, що на такі кричущі випадки реакція суспільства одностайна», зазначає Катерина Іванова.